# It's Time (bài hát của Imagine Dragons)
"It's Time" là một bài hát được viết và được thực hiện bởi ban nhạc alternative rock Mỹ Imagine Dragons, từ EP hãng đĩa lớn đầu tiên của nhóm Continued Silence, cũng như album đầu tay của họ Night Visions. Với sản xuất bởi Alex da Kid và Brandon Darner.
Sau khi bài hát được hát lại trên Glee và luân chuyển nặng ở quảng cáo và chương trình truyền hình, ca khúc này dạt được thành công thương mại và vươn tới vị trí 15 trên bảng xếp hạng Billboard Hot 100, làm cho nó là đĩa đơn top 40 đầu tiên, cũng như số bốn trên bảng xếp hạng Alternative Songs và số ba trên bảng xếp hạng Rock Songs. Nó giữ thời gian dài nhất trên bảng xếp hạng Billboard Alternative Top 10 cho năm 2012 với 32 tuần. Đĩa đơn lọt đến top 10 tại Áo (# 6), Bỉ (# 1), Cộng hòa Séc (# 10), Ai-len (# 9), Nhật Bản (# 7), bảng xếp hạng Billboard Pop Songs (# 10), và Bồ Đào Nha (# 6). Nó đã được chứng nhận Bạch kim 2x bởi RIAA và CRIA và đĩa bạch kim bởi ARIA. Nó cũng được đề cử cho Video Rock xuất sắc nhất tại 2012 MTV Video Music Awards.

## Danh sách
| Tải nhạc số | Tải nhạc số | Tải nhạc số |
| STT         | Nhan đề     | Thời lượng  |
| ----------- | ----------- | ----------- |
| 1.          | "It's Time" | 4:00        |

| It's Time EP | It's Time EP                    | It's Time EP |
| STT          | Nhan đề                         | Thời lượng   |
| ------------ | ------------------------------- | ------------ |
| 1.           | "It's Time"                     | 4:00         |
| 2.           | "It's Time" (Passion Pit Remix) | 4:30         |
| 3.           | "It's Time" (Jailbreaks Remix)  | 4:26         |
| 4.           | "Round and Round"               | 3:17         |

## Bảng xếp hạng hàng tuần
| Chart (2012–13)                                  | Peak position |
| ------------------------------------------------ | ------------- |
| Úc (ARIA)                                        | 27            |
| Áo (Ö3 Austria Top 40)                           | 6             |
| Bỉ (Ultratip Flanders)                           | 1             |
| Bỉ (Ultratip Wallonia)                           | 3             |
| Canada (Canadian Hot 100)                        | 30            |
| Canada Alternative Rock (America's Music Charts) | 15            |
| Cộng hòa Séc (Rádio Top 100)                     | 10            |
| Pháp (SNEP)                                      | 101           |
| Trường songid là BẮT BUỘC CHO BẢNG XẾP HẠNG ĐỨC  | 20            |
| Ireland (IRMA)                                   | 9             |
| Japan (Japan Hot 100)                            | 7             |
| New Zealand (Recorded Music NZ)                  | 37            |
| Mexico Airplay (Billboard)                       | 46            |
| Bồ Đào Nha Digital Song Sales (Billboard)        | 6             |
| Scotland (OCC)                                   | 18            |
| Slovakia (Rádio Top 100)                         | 46            |
| Tây Ban Nha (PROMUSICAE)                         | 40            |
| Thụy Điển (Sverigetopplistan)                    | 36            |
| Thụy Sĩ (Schweizer Hitparade)                    | 38            |
| Anh Quốc (OCC)                                   | 23            |
| Hoa Kỳ Billboard Hot 100                         | 15            |
| Hoa Kỳ Alternative Songs (Billboard)             | 4             |
| Hoa Kỳ Adult Pop Airplay (Billboard)             | 8             |
| Hoa Kỳ Adult Contemporary (Billboard)            | 22            |
| Hoa Kỳ Pop Airplay (Billboard)                   | 10            |
| US Rock Songs (Billboard)                        | 3             |

 
|